# Les Abrets en Dauphiné
Les Abrets en Dauphiné község Franciaország Auvergne-Rhône-Alpes régiójában, Isère  megyében. Új községként 2016. január 1-jén jött létre Les Abrets, La Bâtie-Divisin és Fitilieu község egyesítésével. Lakosainak száma 6713 fő (2022. január 1.).

## Népesség
| Lakosok száma | 6311 | 6336 | 6389 | 6439 | 6576 | 6713 |
|               | 2017 | 2018 | 2019 | 2020 | 2021 | 2022 |